# Salutaguse (Kohila)
Salutaguse – wieś w Estonii, prowincji Rapla, w gminie Kohila.